# 自然電力
自然電力株式会社（しぜんでんりょく、英: Shizen Energy Inc.）は、福岡県福岡市に本社を置く再生可能エネルギー発電施設の開発・事業運営会社。

## 概要
太陽光・風力・小水力等の自然エネルギー発電所の発電事業（IPP）、事業開発・資金調達、アセットマネジメント、個人・法人向け電力小売事業等を事業内容とする会社。
2011年6月に共同代表者の磯野謙、川戸健司、長谷川雅也により設立、再生可能エネルギー事業に参入。登記上の本社は福岡市だが、実質は東京との2本社体制になっている。
世界的な太陽光EPC大手であるドイツjuwi社と合弁企業を設立、これまで事業の中心は国内の太陽光発電であったが、近年は風力や小水力等の商品を拡充、海外にも積極的に進出し、ブラジル、インドネシア、フィリピンで実績を作り、タイ、ベトナム、ナイジェリア等でも現地企業と提携する等、事業拡大を目指している。

## 沿革
- 2011年（平成23年）6月 - 会社設立。
- 2013年（平成25年）1月 - 熊本県合志市と包括協定を締結。
- 2014年（平成26年）6月 - 三重県度会郡に、初の自社保有メガソーラー発電所を着工。同年9月に完成。
- 2016年（平成28年）12月 - 初となる風力発電の開発案件が着工。
- 2017年（平成29年）1月 - 自然電力、鳴門市、徳島地域エネルギーによる環境省公募「風力発電等に係る ゾーニング手法検討モデル事業」の採択および調査開始。
- 2018年（平成30年）
  - 2月 - 佐賀県唐津市に自社初となる風力発電所開発案件「唐津市湊風力発電所」完工。
  - 11月 - 長野県小布施町にグループ初となる小水力開発事業「小布施松川小水力発電所」が完工[1]。自然電力、Goolight、小布施町の三者で地域新電力「ながの電力株式会社」を設立。
- 2019年（令和元年）
  - 9月 - LinkedIn社が主催する「データが語る注目のスタートアップ10社」にランクイン。
  - 11月 - カナダNorthland Powerと洋上風力発電事業における合弁会社を設立。
  - 12月 - 代表の磯野謙が世界気候サミット（World Climate Summit）に登壇。
- 2020年（令和2年）
  - 1月 - 鹿児島県にグループ初のバイオマス発電所開発案件「さつま町バイオマス発電所」が着工。
  - 2月 - 卒FIT電力の買取業務支援クラウド「Shizen EPS」を提供開始。
- 2022年（令和4年）10月 - 個人向け電力小売事業「自然電力のでんき」電力販売サービスを終了。

## 企業理念
青い地球を未来につなぐ。 We take action for the blue planet.

## 関係会社
- juwi自然電力株式会社
- juwi自然電力オペレーション株式会社
- 自然電力ファーム株式会社
- ながの電力株式会社
- 西鉄自然電力合同会社

## 現在運転中の発電所
出典：
- 大津太陽光発電所（熊本県、1.1 MW）
- 合志農業活力プロジェクト太陽光発電所（熊本県、1.0 MW）
- 南伊勢自然電力太陽光発電所 （三重県、1.1 MW）
- 秋田大館自然電力太陽光発電所（秋田県、2.2 MW）
- 熊本菊池自然電力太陽光発電所（熊本県、1.2 MW）
- juwi 自然電力福島棚倉太陽光発電所（福島県、0.6 MW）
- 那須豊原第一太陽光発電所（栃木県、1.0 MW）
- 新茶第二太陽光発電所（宮崎県、1.2 MW）
- 那須豊原第二太陽光発電所（栃木県、2.1 MW）
- 竹田希望ヶ丘太陽光発電所 （大分県、1.6 MW）
- 胎内自然電力太陽光発電所（新潟県、0.6 MW）
- 胎内自然電力第二太陽光発電所 （新潟県、1.8 MW）
- 球磨錦味岡自然電力太陽光発電所（熊本県、2.3 MW）
- 野畑太陽光発電所（大分県、0.4 MW）
- 新茶第一太陽光発電所（宮崎県、2.0 MW）
- 国東第二自然電力太陽光発電所（大分県、2.4 MW）
- 宮崎高原太陽光発電所（宮崎県、0.9 MW）
- 大沼太陽光発電所（北海道、1.8 MW）
- 薩摩川内開拓跡地太陽光発電所（鹿児島県、1.8 MW）
- 北杜高根黒沢太陽光発電所 （山梨県、1.5 MW）
- 高根向大下太陽光発電所（山梨県、1.5 MW）
- 北杜高根大日向太陽光発電所 （山梨県、0.5 MW）
- 唐津市湊風力発電所（佐賀県、2.0 MW）
- 球磨錦味岡自然電力太陽光発電所（増設分）（熊本県、0.8 MW）
- みなべ第二太陽光発電所（和歌山県、1.1 MW）
- 志布志松山大原宅太陽光発電所（鹿児島県、0.6 MW）
- 大阪泉佐野太陽光発電所（大阪府、0.6 MW）
- 宮崎高岡太陽光発電所 （宮崎県、1.8 MW）
- 津幡町坂戸太陽光発電所 （石川県、1.5 MW）
- 小布施松川小水力発電所（長野県、0.2 MW）